# 戴乾 (弘治進士)
戴乾（1464年—？），字元之，浙江台州府臨海縣人，民籍，明朝政治人物。

## 生平
成化二十二年（1486年）丙午科浙江鄉試第五十七名舉人。弘治三年（1490年）中式庚戌科會試第九十一名，三甲第九十一名進士。授江西宜春縣知縣。

## 家族
曾祖戴孟淵；祖父戴廷祥；父戴仲仁，母金氏。慈侍下。兄聪。弟巽。